# Berthacharius
Berthacharius was samen met zijn broers Baderik en Hermanfried koning van de Thüringers. Hij leefde ongeveer tussen 500 en 550 na Christus. Hij was de zoon van de Thüringse koning Bisinus.
Zijn zus Radegund was getrouwd met Wacho, koning van de Longobarden.
Hij had, uit een huwelijk met een niet bekende vrouw, een dochter die Radegundis heette. Radegundis trouwde later de Frankische koning Chlotarius I. Haar broer Chlothachar werd in 555 door Chlotharius vermoord. Ze stichtte  een van de eerste vrouwenkloosters in Gallië in Poitiers en werd na haar dood heilig verklaard.
Berthacharius stierf in de strijd tegen zijn broer Hermanfried. De broers betwistten elkaars macht en Hermanfried doodde Berthacharius. Diens bezittingen gingen over naar Hermanfried.